# Liste der britischen Hochkommissare in Indien
Die Liste der britischen Hochkommissare in Indien umfasst die diplomatischen Vertreter des Vereinigten Königreichs in Britisch-Indien beziehungsweise seit 1947 Indien seit Aufnahme der diplomatischen Beziehungen 1946.

## Amtsinhaber
| Amtsinhaber                          | Beginn der Amtszeit | Ende der Amtszeit | Anmerkung                 |
| ------------------------------------ | ------------------- | ----------------- | ------------------------- |
| Sir Terence Shone                    | 1946                | 1948              | Ab 15. August 1947 Indien |
| Lieutenant-General Sir Archibald Nye | 1948                | 1952              |                           |
| Sir Alexander Clutterbuck            | 1952                | 1955              |                           |
| Rt. Hon. Malcolm MacDonald           | 1955                | 1960              |                           |
| Sir Paul Gore-Booth                  | 1960                | 1965              |                           |
| Rt. Hon. John Freeman                | 1965                | 1968              |                           |
| Rt. Hon. Sir Morrice James           | 1968                | 1971              |                           |
| Sir Terence Garvey                   | 1971                | 1973              |                           |
| Sir Michael Walker                   | 1973                | 1976              |                           |
| Sir John Adam Thomson                | 1977                | 1982              |                           |
| Sir Robert Wade-Gery                 | 1982                | 1987              |                           |
| Sir David Goodall                    | 1987                | 1991              |                           |
| Sir Nicholas Fenn                    | 1991                | 1996              |                           |
| Hon. Sir David Gore-Booth            | 1996                | 1998              |                           |
| Sir Rob Young                        | 1998                | 2003              |                           |
| Sir Michael Anthony Arthur           | 2003                | 2007              |                           |
| Sir Richard Stagg                    | 2007                | 2011              |                           |
| Sir James Bevan                      | 2011                | 2015              |                           |
| Hon. Sir Dominic Asquith             | 2016                | 2020              |                           |
| Sir Philip Barton                    | 2020                | 2021              |                           |
| Alexander Ellis                      | 2021                | amtierend         |                           |